# George Whelan
George J. Whelan (...) è un politico e avvocato statunitense, 8° sindaco di San Francisco.